# Party Crasher
Party Crasher é um álbum do músico sueco Per Gessle, lançado em 2008. Suas faixas possuem uma sonoridade mais dançante e eletrônica, influenciadas por bandas como ABBA e Bee Gees, além da dance music dos anos 70. 
Na edição brasileira, lançada em abril de 2009, o álbum possui somente 12 faixas.

## Faixas
1. Silly Really
2. The Party Pleaser
3. Stuck Here With Me
4. Sing Along
5. Gut Feeling
6. Perfect Excuse
7. Breathe Life Into Me
8. Hey, I Died and Went to Heaven
9. Kissing Is The Key
10. Thai With a Twist
11. I Didn't Mean to Turn You On
12. Doesn't Make Sense
13. I'm Glad You Called (bonus track)
14. Theme From Roberta Right (bonus track)